# Lego Battles: Ninjago
Lego Battles: Ninjago (також відома як Lego Ninjago: The Videogame) — відеогра, випущена 12 квітня 2011 року в Північній Америці та 15 квітня 2011 року на територіях PAL для Nintendo DS і є продовженням гри Lego Battles. Обидві ігри були розроблені Hellbent Games і спільно видані з WB Games та TT Games Publishing . На відміну від попередньої гри, ця гра частково заснована на пілотному сезоні Ніндзяґо: Майстри Спінджицу .

## Геймплей
Гра являє собою суміш між звичайними відеоіграми Lego та серією Battles. Гравці керують шістьма будівельниками та сімома героями. Кожен герой має три версії, дві з яких необхідно дослідити. У цих режимах можна використовувати дві спеціальні здібності («заклинання»). Команди також можуть побудувати п'ять різних будівель: фортецю, штаб-квартиру команди, цегляний банк, куди будівельники можуть скидати цеглини, шахту, яка автоматично виробляє цеглу, казарму, яка виробляє героїв, і вежу, яка стріляє снарядами. Крім того, башти можуть мати оновлення на основі елементів. Історія Ніндзяго заснована на навчанні ніндзя та їх пошуках чотирьох золотих видів зброї в підземному світі. Історія про скелетів базується на армії скелетів (на чолі з Самукаєм), яка шукає золоту зброю. Історія заснована на пілотному епізоді Ninjago: Masters of Spinjitzu (але з деякими незначними відмінностями). Деякі персонажі в грі належать до різних тем Lego; Агенти, місія на Марс тощо.

## Оцінки
Відгуки були неоднозначними. Джейсон Крамер з GamesRadar+ сказав: «Компонент стратегії в реальному часі чудово підходить для початківців, але може здатися нудним для досвідчених гравців і всіх, хто віддає перевагу стрімкій дії, а не стратегічному плануванню».
 